# Anolis bartschi
Espèce
Synonymes
- Deiroptyx bartschi Cochran, 1928

Anolis bartschi est une espèce de sauriens de la famille des Dactyloidae.

## Répartition
Cette espèce est endémique de la province de Pinar del Río à Cuba.

## Description
L'holotype de Deiroptyx bartschi, un mâle adulte, mesure 235 mm dont 175 mm pour la queue.

## Étymologie
Cette espèce est nommée en l'honneur de Paul Bartsch qui a collecté l'holotype.

## Publication originale
- Cochran, 1928 : A second species of Deiroptyx from Cuba. Proceedings of the Biological Society of Washington, vol. 41, p. 169-170 (texte intégral).